# Michiel de Ruyter (film)
Michiel de Ruyter är en nederländsk äventyrsfilm från 2015 i regi av Roel Reiné och med Frank Lammers i huvudrollen. Den handlar om amiral Michiel de Ruyter som på 1600-talet leder den nederländska flottan i de engelsk-nederländska krigen. Filmen var en nederländsk-belgisk samproduktion. Den nominerades till Guldkalven för bästa regi och manliga huvudroll.

## Medverkande
| Frank Lammers     | – Michiel de Ruyter         |
| Charles Dance     | – Karl II av England        |
| Rutger Hauer      | – Maarten Tromp             |
| Sanne Langelaar   | – Anna de Ruyter-van Gelder |
| Barry Atsma       | – Johan de Witt             |
| Roeland Fernhout  | – Cornelis de Witt          |
| Lieke van Lexmond | – Wendela de Witt-Bicker    |
| Egbert Jan Weeber | – Vilhelm III av Oranien    |
| Ella-June Henrard | – Maria II av England       |
| Tygo Gernandt     | – Willem Joseph van Ghent   |
| Derek de Lint     | – Johan Kievit              |
| Jelle de Jong     | – Hans Willem Bentinck      |
| Hajo Bruins       | – Cornelis Tromp            |

## Tillkomst
Michiel de Ruyter producerades av nederländska Farmhouse och belgiska Ciné Cri. Den hade en budget på åtta miljoner euro.

## Utgivning
Den nederländska premiären ägde rum 29 januari 2015. Filmen släpptes i två versioner, en med 12-årsgräns och en med 16-årsgräns. Efter en månad hade den sålt 400 000 biobiljetter, vilket gav den platinumcertifikat från den nederländska filmbranschen. Sammanlagt sålde den över 700 000 biljetter.

## Utmärkelser
Filmen blev nominerad till Guldkalven för bästa regi och bästa manliga huvudroll (Lammers). Producenten Klaas de Jong ställde in den visning som var planerad till Nederländska filmfestivalen i Utrecht, där Guldkalven delas ut, i protest mot att han ansåg att festivalen fokuserade för lite på publikfilm. Filmen fortsatte dock att vara i tävlan i de kategorier där den nominerats.